# Liste des députés de la Gironde
Cet article présente la liste des députés de la Gironde élus lors des différentes élections législatives françaises.

## Assemblée législative (1791-1792)
- Jean-François Ducos
- Pierre-Anselme Garrau
- Étienne Jacques Servière
- Armand Gensonné
- Élie Guadet
- Pierre Victurnien Vergniaud
- Jean-Antoine Lafargue de Grangeneuve
- Dominique Lacombe
- André-Daniel Laffon de Ladebat
- Jean-Pierre Sers
- Bernard Auguste Journu
- Jean Jay
- Raymond de Barennes

## Convention nationale(1792-1795)
- Jean-François Ducos
- Jacques Paul Fronton Duplantier
- Pierre-Anselme Garrau
- Jean-Baptiste Boyer-Fonfrède
- Armand Gensonné
- Élie Guadet
- Pierre Victurnien Vergniaud
- Jacques Lacaze
- François Bergoeing
- Jean Jay
- Jean Ezemar du Cros
- Alexandre Deleyre

## Conseil des Cinq-Cents(1795-1799)
- Jacques Paul Fronton Duplantier
- François-Marie-Alexandre Labrouste
- Joseph Jouye de Grandmaison
- Jean Béchade-Casaux
- Pierre-Anselme Garrau
- Martial Constant
- Guillaume Perrin
- Thomas-Michel Lynch
- Charles Jacques Nicolas Duchâtel
- Louis Prévost de La Croix
- François Bergoeing
- François-Armand Cholet
- Denis Couzard
- Jean Albespy
- Jean-Baptiste Lafargue
- Alexandre Deleyre
- Jean-Marie Corbun

## Corps législatif(1800-1814)
- Joseph-Henri-Joachim Lainé
- Jean-Baptiste-Jacques Legrix de La Salle
- Honoré Landoald Aubert
- André Dufort
- Jean Isidore Partarrieu-Lafosse
- Jacques Thomas Lahary
- Luc Joseph Jean Duranteau de Baune
- Denis Couzard
- Nicolas Antoine Brezets
- Jean-Baptiste Fontémoing
- Isaac Tarteyron

## Chambre des députés des départements (1reRestauration)
- Joseph-Henri-Joachim Lainé
- Jean-Baptiste-Jacques Legrix de La Salle
- Honoré Landoald Aubert
- André Dufort
- Jacques Thomas Lahary
- Luc Joseph Jean Duranteau de Baune

## Chambre des représentants (Cent-Jours)
- Joseph-Thomas Brun
- Antoine Jay
- Jean-Baptiste Huet de Coëtlisan
- Honoré Landoald Aubert
- Jean-Baptiste Dufour-Desbartes
- Pierre-Anselme Garrau
- César Faucher
- Guillaume Perrin
- Guillaume Augustin Moutardier
- Georges Joseph Dufour
- Jean Joseph Campaignac
- Luc Joseph Jean Duranteau de Baune

## Chambre des députés des départements (2eRestauration)

### Irelégislature(1815–1816)
- Ferdinand-Eugène de Lur-Saluces
- Marie-Louis Auguste de Martin du Tyrac de Marcellus
- Antoine Dussumier de Fonbrune
- Joseph-Henri-Joachim Lainé
- Pierre Bernard de Pontet
- André Dufort
- Gabriel Romain Filhot de Marans

### IIelégislature(1816-1823)
- Pierre-Denis de Peyronnet
- Louis-Joseph Duhamel
- Marie-Louis Auguste de Martin du Tyrac de Marcellus
- Louis-Alexandre-Eugène de Lur-Saluces
- Auguste Ravez
- Antoine Dussumier de Fonbrune
- Joseph-Marie de Gourgue
- Joseph-Henri-Joachim Lainé
- Pierre Bernard de Pontet
- André-Didier de Béchade

### IIIelégislature(1824-1827)
- Jean-Élie Gautier
- Ferdinand-Eugène de Lur-Saluces
- Pierre de Gères de Camarsac
- Pierre-Denis de Peyronnet
- Louis-Joseph Duhamel
- Auguste Ravez
- Antoine Dussumier de Fonbrune
- Joseph-Marie de Gourgue

### IVelégislature(1828-1830)
- Théodore Martell
- Jean-Élie Gautier
- Ferdinand-Eugène de Lur-Saluces
- Casimir Duffour-Dubessan
- Jean-Isaac Balguerie
- Auguste Ravez
- Jean-Baptiste-Jacques Legrix de La Salle
- Jean-Jacques Bosc
- Jean-Étienne Balguerie

### Velégislature(23 juin 1830-28 juillet 1830)
- Théodore Martell
- Jean-Élie Gautier
- Ferdinand-Eugène de Lur-Saluces
- Casimir Duffour-Dubessan
- Jean-Isaac Balguerie
- Jean-Baptiste-Jacques Legrix de La Salle
- Antoine-Joseph Dariste
- Jean-Jacques Bosc

## Chambre des députés (Monarchie de Juillet)

### IreLégislature(1830-1831)
- Théodore Martell
- Jean-Élie Gautier
- Casimir Duffour-Dubessan
- Jean-Isaac Balguerie
- Jacques Galos, mort en 1830, remplacé par Antoine Jay
- Jean-Baptiste-Jacques Legrix de La Salle
- Antoine-Joseph Dariste
- Jean-Jacques Bosc

### IIeLégislature(1831-1834)
- Pierre Gaillard
- Charles de Bryas
- Théodore Martell
- Joseph-Marie-Frédéric Nicod
- François Roul
- Casimir Duffour-Dubessan démissionne en 1833, remplacé par Étienne Amateur Hervé
- Antoine Jay
- Honoré Landoald Aubert
- Antoine-Joseph Dariste

### IIIeLégislature(1834-1837)
- Théodore Ducos
- Étienne Amateur Hervé
- Claude Eugène Bouthier démissionne en 1835, remplacé par Charles de Bryas
- Pierre-François Guestier
- Jacques-Henri Wustenberg
- Théodore Martell
- François Roul
- Antoine Jay
- Honoré Landoald Aubert

### IVeLégislature(1837-1839)
- Joseph Henri Galos
- Théodore Ducos
- Édouard Lelièvre de La Grange
- Jean-Baptiste Basile Billaudel
- Pierre-François Guestier
- Jean Isidore Partarrieu-Lafosse démissionne en 1837, remplacé par Jean Louis Dussaulx
- Jacques-Henri Wustenberg
- Théodore Martell
- François Roul

### VeLégislature(1839-1842)
- Joseph Henri Galos
- Théodore Ducos
- Édouard Lelièvre de La Grange
- Étienne Amateur Hervé
- Jean-Baptiste Basile Billaudel
- Pierre-François Guestier
- Jacques-Henri Wustenberg
- Louis Théodore de Lasalle
- Théodore Martell
- François Roul

### VIeLégislature(1842-1846)
- Joseph Henri Galos
- Théodore Ducos
- Édouard Lelièvre de La Grange
- André Feuilhade-Chauvin
- Étienne Amateur Hervé
- Jean-Baptiste Basile Billaudel
- Jacques-Henri Wustenberg
- Louis Théodore de Lasalle
- François Roul

### VIIeLégislature(17/08/1846-24/02/1848)
- Joseph Henri Galos
- Théodore Ducos
- Étienne Mazet
- Adolphe Blanqui
- Dominique de Bastard de Saint-Denis
- Édouard Lelièvre de La Grange
- André Feuilhade-Chauvin
- Jean-Baptiste Basile Billaudel
- Jean Édouard Lawton
- François Roul

## IIeRépublique
Élections au suffrage universel masculin à partir de 1848

### Assemblée nationale constituante (1848-1849)
- Jules Auguste Hovyn de Tranchère
- Jean-François Denjoy
- Louis Henri Hubert-Delisle
- Jacques Léon Clément-Thomas
- Amédée Larrieu
- Alexandre-Étienne Simiot
- Claude Richier
- Marie-Augustin Lubbert
- Théodore Ducos
- Aurélien de Sèze
- Jean Servière
- André Feuilhade-Chauvin
- Barthélémy Lagarde
- Jean-Baptiste Basile Billaudel

### Assemblée nationale législative (1849-1851)
- Bernard Camille Collas
- Jules Auguste Hovyn de Tranchère
- Jean-François Denjoy
- Louis Henri Hubert-Delisle
- Salomon Camille Lopes-Dubec
- Claude Richier
- Aurélien de Sèze
- Édouard Lelièvre de La Grange
- Pierre Jean Honorat Lainé
- Barthélémy Lagarde
- Bernard Auguste Journu
- Alphonse de Grouchy
- Mathieu Molé
- Auguste Ravez

## Second Empire

### Irelégislature(1852-1857)
- Victor Travot
- Jean-Henri Schyler
- Michel Montané
- Théodore Thiérion
- Jean David (homme politique, 1778-1859)

### IIelégislature(1857-1863)
- Ernest Roguet, mort en 1859, remplacé par Jérôme David
- Lucien Arman
- Victor Travot
- Gustave Curé
- Théodore Thiérion

### IIIelégislature(1863-1869)
- Jérôme David
- Lucien Arman
- Victor Travot
- Émile Pereire
- Gustave Curé

### IVelégislature(1869-1870)
- Nathaniel Johnston
- Gustave Chaix d'Est-Ange
- Ernest Dréolle
- Jérôme David
- Jules Simon
- Amédée Larrieu

## IIIeRépublique

### Assemblée nationale(1871-1876)
- Amédée-Eugène-Louis de Lur-Saluces, Union des droites
- Nathaniel Johnston, Centre droit
- Adrien Léon, Centre droit
- Jean-Paul-Auguste Journu, Union des droites, démissionne le 11 novembre 1872, remplacé par Bernard Dupouy, Union républicaine, élu le 27 avril 1873
- Joseph de Carayon-Latour, Union des droites
- Charles Martin des Pallières, Union des droites
- Amédée Larrieu, Gauche républicaine, mort le 30 septembre 1873, remplacé par Bernard Roudier, Gauché républicaine, élu le 29 mars 1874
- Adrien Bonnet, Centre droit
- Émile Fourcand, Gauche républicaine
- Louis Decazes, Centre droit
- Claude Richier, Centre gauche, mort le 31 mai 1872, remplacé par Armand Caduc, Union républicaine, élu le 20 octobre 1872
- Alexandre-Étienne Simiot, Extrême-gauche
- Pierre Sansas, Gauche républicaine
- Charles Princeteau, Union des droites, mort le 26 août 1875, non remplacé

### Irelégislature(1876-1877)
- Robert Mitchell
- Pierre Sansas, mort en 1877, remplacé par Louis Mie
- Ernest Dréolle
- Jean-Baptiste Lalanne
- Bernard Dupouy
- Jérôme David
- Bernard Roudier
- Pierre Clauzet
- Henri de Lur-Saluces
- Alexandre-Étienne Simiot

### IIelégislature(1877-1881)
- Henri de Lur-Saluces élu sénateur en 1879, remplacé par Ludovic Trarieux
- Bernard Dupouy élu sénateur en 1879, remplacé par David Raynal
- Robert Mitchell
- Louis Mie, mort en 1877, remplacé par Armand Caduc
- Ernest Dréolle
- Jean-Baptiste Lalanne
- Jérôme David
- Bernard Roudier
- Louis Grossin de Bouville
- Alexandre-Étienne Simiot, mort en 1879, remplacé par Auguste Blanqui invalidé en 1879, remplacé par Antoine Achard

### IIIelégislature(1881-1885)
- David Raynal
- Jules Steeg
- Octave Cazauvieilh
- Alfred Laroze
- Jean-Baptiste Lalanne, mort en 1884, remplacé par Louis Obissier Saint-Martin
- Ernest Dréolle
- Bernard Roudier
- François Lalande (homme politique)
- Armand Caduc
- Antoine Achard
- Jean-Urbain Fourcand-Léon

### IVelégislature(1885-1889)
- Fernand Faure
- Daniel Mérillon
- Ernest Monis
- David Raynal
- Jules Steeg
- Léon Laroze
- Octave Cazauvieilh
- Alfred Laroze
- Louis Obissier Saint-Martin
- André Pierre Armand Gilbert
- François Lalande (homme politique)

### Velégislature(1889-1893)
- Albert Chiché, Boulangiste (Bordeaux-1)
- Antoine Jourde, Socialiste  (Bordeaux-3)
- Abel Surchamp, Républicain (Libourne-1)
- Henri Aimel, Boulangiste (Bordeaux-2)
- Henri du Périer de Larsan, Républicain (Lesparre)
- David Raynal, Républicain (Bordeaux-4)
- Amédée-Eugène-Louis de Lur-Saluces, Monarchiste (Bazas)
- Robert Mitchell, Boulangiste (La Réole)
- Octave Cazauvieilh, Républicain, mort en 1892, remplacé par Jacques Duvigneau, Républicain indépendant (Bordeaux-5)
- Louis Obissier Saint-Martin, Républicain (Libourne-2)
- Alcée Froin, Bonapartiste (Blaye)

Source : journal Le Temps du 24 septembre et du 8 octobre 1889 sur Gallica,.

### VIelégislature(1893-1898)
- Émile Constant, Républicain (Bazas)
- Pierre Laroze, Républicain (La Réole)
- Louis Obissier Saint-Martin, Républicain, élu sénateur en 1897, remplacé par Guillaume Chastenet de Castaing, Républicain (Libourne-2)
- Théophile Labat, Républicain, mort en 1895, remplacé par Auguste Ferret, mort en 1896, remplacé par Albert Chiché, Socialiste (Bordeaux-1)
- Antoine Jourde, Socialiste  (Bordeaux-3)
- Abel Surchamp, Républicain (Libourne-1)
- Charles Gruet, Républicain (Bordeaux-2)
- Henri du Périer de Larsan, Républicain (Lesparre)
- David Raynal, Républicain, élu sénateur en 1897, remplacé par Albert Decrais, Républicain (Bordeaux-4)
- Théophile Goujon, Républicain (Blaye)
- Jacques Duvigneau, Républicain (Bordeaux-5)

Source : journal Le Temps du 22 août et du 5 septembre 1893 sur Gallica,.

### VIIelégislature(1898-1902)
- Bazas : Émile Constant, Républicain
- La Réole : Pierre Laroze, Républicain
- Bordeaux-5 : René Cazauvieilh, Républicain
- Libourne-2 : Guillaume Chastenet de Castaing, Républicain
- Bordeaux-2 : Charles Bernard, Socialiste
- Bordeaux-1 : Albert Chiché, Socialiste révisionniste
- Bordeaux-3 : Antoine Jourde, Socialiste révisionniste
- Libourne-1 : Abel Surchamp, Républicain
- Lesparre : Henri du Périer de Larsan, Républicain
- Bordeaux-4 : Albert Decrais, Républicain
- Blaye : Théophile Goujon, Républicain, décédé le 2 avril 1902, non remplacé

Source : journal Le Temps du 10 mai et du 24 mai 1898 sur Gallica,.

### VIIIelégislature(1902-1906)
- Blaye : Pierre Dupuy, Républicain
- Bordeaux-1 : Charles Chaumet, Républicain
- Bordeaux-3 : Albert Dormoy, Républicain
- Bazas : Émile Constant, Républicain ministériel
- Bordeaux-6 : Georges Cazeaux-Cazalet, Républicain
- La Réole : Gabriel Chaigne, Radical
- Bordeaux-5 : René Cazauvieilh, Républicain ministériel
- Libourne-2 : Guillaume Chastenet de Castaing, Républicain ministériel
- Bordeaux-2 : André Ballande, Libéral
- Libourne-1 : Joseph Brisson, Nationaliste
- Bordeaux-4 : Albert Decrais, Républicain, élu sénateur en 1903, remplacé par Romain Videau
- Lesparre : Henri du Périer de Larsan, Républicain

Source : journal Le Temps du 29 avril et du 13 mai 1902 sur Gallica,.

### IXelégislature(1906-1910)
- Blaye : Pierre Dupuy, Républicain Progressiste
- Lesparre : Henri du Périer de Larsan, Républicain, mort le 25 août 1908, remplacé par Arnaud d'Elissagaray de Jaurgain, non-inscrit, élu le 13 novembre 1908
- Bordeaux-1 : Charles Chaumet, Républicain (Gauche démocratique)
- Libourne-1 : Gabriel Combrouze, Républicain (Gauche démocratique)
- Bordeaux-4 : Louis, duc de La Trémoïlle, prince de Tarente, Républicain (Gauche démocratique)
- Bazas : Émile Constant, Républicain (Gauche démocratique)
- Bordeaux-6 : Georges Cazeaux-Cazalet, Républicain (Union démocratique)
- La Réole : Gabriel Chaigne, Républicain (Union démocratique)
- Bordeaux-5 : René Cazauvieilh, Républicain (Gauche démocratique)
- Libourne-2 : Guillaume Chastenet de Castaing, Républicain (Union démocratique)
- Bordeaux-2 : André Ballande, Républicain Progressiste
- Bordeaux-3 : Antoine Jourde, Socialiste indépendant

Sources : Journal Le Temps du 6 et du 22 mai 1906 sur Gallica - ,.

### Xelégislature(1910-1914)
- Bkaye : Pierre Dupuy, Gauche démocratique
- Lesparre : Arnaud d'Elissagaray de Jaurgain, Indépendant de droite
- Bordeaux-1 : Charles Chaumet, Gauche démocratique
- Libourne-1 : Gabriel Combrouze, Gauche radicale
- Bordeaux-3 : Calixte Camelle, Socialistes unifiés
- Bordeaux-4 : Louis de La Trémoïlle, Prince de Tarente, Gauche démocratique
- La Réole : Auguste Borderie, Gauche radicale
- Bazas : Émile Constant, Gauche démocratique
- Bordeaux-5 : René Cazauvieilh, Gauche démocratique
- Libourne-2 : Guillaume Chastenet de Castaing, Gauche démocratique, élu sénateur en 1912, remplacé par Édouard Eymond, Gauche démocratique, élu le 25 février 1912
- Bordeaux-2 : André Ballande, Républicain progressiste
- Bordeaux-6 : André Cassadou, Action libérale

Sources : Journal Le Temps du 24 avril et du 8 mai 1910 sur Gallica - ,.

### XIelégislature(1914-1919)
Scrutin d'arrondissement
- La Réole : Georges Chaigne, Républicain de gauche (modéré), Mort pour la France le 5 avril 1915, non remplacé
- Bordeaux-6 : Henri Labroue, Radical socialiste
- Blaye : Pierre Dupuy, Républicain de gauche (modéré)
- Lesparre : Félix Mesnard, Républicain de gauche (modéré), décédé le 5 juillet 1914, non remplacé
- Bordeaux-1 : Charles Chaumet, Républicain de gauche (modéré)
- Libourne-1 : Gabriel Combrouze, Gauche radicale
- Bordeaux-3 : Calixte Camelle, SFIO
- Bordeaux-4 : Louis de La Trémoïlle, Prince de Tarente, Républicain de gauche (modéré)
- Bazas : Émile Constant, Gauche radicale
- Bordeaux-5 : René Cazauvieilh, Républicain de gauche (modéré)
- Libourne-2 : Édouard Eymond, Républicain de gauche (modéré)
- Bordeaux-2 : André Ballande, Fédération républicaine (Droite)

Sources : Journal Le Temps du 28 avril et du 12 mai 1914 sur Gallica - ,.

### XIIelégislature(1919-1924)
Les élections législatives de 1919 furent organisées au scrutin proportionnel de liste. Elles marquèrent au niveau national la victoire du "Bloc national" de centre-droit.
Liste de l'Union républicaine
- Pierre Dignac, Républicain de gauche (modéré)
- Georges Mandel, Non-inscrit (modéré)
- Yves Picot, Action républicaine et sociale
- Pierre Dupuy, Entente républicaine démocratique
- Gabriel Combrouze, Gauche républicaine démocratique
- André Ballande, Entente républicaine démocratique
- Édouard Eymond, Républicain de gauche (modéré)
- Henri Lorin, Action républicaine et sociale
- Élysée Frouin, Action républicaine et sociale
- Paul Glotin, Entente républicaine démocratique
- Joseph Capus, Action républicaine et sociale
- Georges Calmès, Action républicaine et sociale

Source : Barodet sur le site de l'Assemblée Nationale - https://bibnum.sciencespo.fr/s/catalogue/ark:/46513/sc16m2kz#?c=&m=&s=&cv=

### XIIIelégislature(1924-1928)
Les élections législatives de 1924 furent organisées au scrutin proportionnel de liste. Elles marquèrent au niveau national national la victoire du "Cartel des gauches".
Liste du Bloc des Gauches
- Adrien Marquet, SFIO, conseiller général de Bordeaux
- Charles Cante, Parti radical et radical-socialiste, conseiller général, maire de La Brède
- Adolphe Cauderon, Parti radical et radical-socialiste
- Antoine Teyssier, Parti radical et radical-socialiste, conseiller général, conseiller municipal de Pauillac
- Jean Dellac, Parti radical et radical-socialiste, viticulteur à Fargues-Saint-Hilaire
- Adolphe-Henri Charoulet, Parti radical et radical-socialiste, agriculteur à Libourne
- Antoine Cayrel, SFIO, conseiller général de Bordeaux

Liste de Concentration républicaine
- Yves Picot, Gauche républicaine démocratique
- Pierre Dignac, Républicain de gauche (modéré)
- Joseph Capus, Gauche républicaine démocratique

Liste de concorde nationale et d'action républicaine clémenciste
- Abbé Daniel Bergey, non-inscrit, curé de Saint-Émilion

Source : Barodet sur le site de l'Assemblée Nationale - https://bibnum.sciencespo.fr/s/catalogue/ark:/46513/sc16m1m0#?c=&m=&s=&cv=

### XIVelégislature(1928-1932)
Les élections législatives furent au scrutin d'arrondissement majoritaire à deux tours de 1928 à 1936.
- Bordeaux-5 : Jean Odin, Gauche radicale
- Bazas : Gabriel Lafaye, SFIO
- La Réole : Louis Faget, Action démocratique et sociale (centre-droit), mort le 5 septembre 1931, remplacé par Anatole Cluzan, Radical-socialiste, élu le 29 novembre 1931
- Blaye : Émile Gellié, Républicain de gauche (modéré)
- Lesparre : Georges Mandel, Indépendant
- Bordeaux-3 : Adrien Marquet, SFIO
- Bordeaux-4 : Abbé Daniel Bergey, Indépendant
- Bordeaux-7 : Henri Labroue, Gauche radicale
- Bordeaux-6 : Pierre Dignac, Républicain de gauche (modéré)
- Bordeaux-1 : Gabriel Léglise, Républicain de gauche (modéré)
- Bordeaux-2 : Henri Lorin, Action démocratique et sociale (centre-droit)
- Libourne-1 : Colonel Yves Picot, Républicain de gauche (modéré)
- Libourne-2 : Édouard Eymond, Indépendant

Source : Élections législatives 22-29 avril 1928 de Georges Lachapelle - https://gallica.bnf.fr/ark:/12148/bpt6k320439r.texteImage#

### XVelégislature(1932-1936)
- Bordeaux-4 : Philippe Henriot, Fédération républicaine
- Bazas : Gabriel Lafaye, SFIO puis néo-socialiste en 1933
- La Réole : Anatole Cluzan, Radical-socialiste
- Libourne-1 : Jean-Emmanuel Roy, Radical-socialiste
- Bordeaux-5 : Henri Cazalet, SFIO puis néo-socialiste en 1933
- Blaye : Émile Gellié, Républicains de gauche
- Lesparre : Georges Mandel, Indépendant
- Bordeaux-1 : Antoine Cayrel, SFIO puis néo-socialiste en 1933
- Bordeaux-3 : Adrien Marquet, SFIO puis néo-socialiste en 1933
- Bordeaux-7 : Gaston Cabannes, SFIO
- Libourne-2 : Justin Luquot, SFIO puis néo-socialiste en 1933
- Bordeaux-2 : Georges Lasserre, SFIO puis néo-socialiste en 1933
- Bordeaux-6 : Pierre Dignac, Centre républicain

### XVIelégislature(1936-1940)
- Bordeaux-5 : André Naphle, SFIO
- La Réole : René-William Thorp, Radical-socialiste
- Bordeaux-4 : Philippe Henriot, Fédération républicaine, abattu par un commando de résistants le 28 juin 1944 [15]
- Bazas : Gabriel Lafaye, néo-socialiste
- Libourne-1 : Jean-Emmanuel Roy, Radical-socialiste
- Bordeaux-2 : Jean-Fernand Audeguil, SFIO
- Blaye : Émile Gellié, Gauche démocratique et radicale indépendante
- Lesparre : Georges Mandel, Indépendant républicain. Déchu de son mandat de député en application de la loi du 2 juin 1941 portant statut des Juifs, déporté à Oranienburg puis à Buchenwald, assassiné le 7 juillet 1944, Mort pour la France [16].
- Bordeaux-1 : Antoine Cayrel, néo-socialiste
- Bordeaux-3 : Adrien Marquet, néo-socialiste
- Bordeaux-7 : Gaston Cabannes, SFIO
- Libourne-2 : Justin Luquot, SFIO, décédé le 24 décembre 1944
- Bordeaux-6 : Pierre Dignac, Alliance des républicains de gauche et des radicaux indépendants

## IreAssemblée nationale constituante(1945)
9 sièges à pourvoir :
- Jean-Fernand Audeguil (SFIO)
- Gaston Cabannes (SFIO)
- Marc Dupuy (PCF)
- Émile Gellie (RI)
- Pierre-Emmanuel Guillet (SFIO)
- Jean-Raymond Guyon (SFIO)
- Charles Lahousse (PCF)
- Jules Ramarony (PRL)
- Henri Teitgen (MRP)

## IIeAssemblée nationale constituante(1946)
9 sièges à pourvoir :
- Jean-Fernand Audeguil (SFIO)
- Antoine Cornut (MRP)
- Marc Dupuy (PCF)
- Pierre-Emmanuel Guillet (SFIO)
- Jean-Raymond Guyon (SFIO)
- Émile Liquard (MRP)
- Jules Ramarony (PRL)
- Jean Sourbet (PRL)
- Henri Teitgen (MRP)

## Députés de la Quatrième République

### IreLégislature(1946 - 1951)
- Jean-Fernand Audeguil
- Jacques Chaban-Delmas
- Marc Dupuy (PCF)
- Marceau Dupuy
- Jean-Raymond Guyon
- Émile Liquard
- Jules Ramarony
- Renée Reyraud (PCF)
- Jean Sourbet
- Henri Teitgen

### IIeLégislature(1951 - 1955)
1re circonscription
- Jean-Fernand Audeguil
- Jacques Chaban-Delmas
- Marc Dupuy (PCF)
- Paul Estèbe
- Lucien de Gracia
- Émile Liquard

2e circonscription
- Gérard Deliaune
- Jules Ramarony
- Gabriel Seynat
- Jean Sourbet

### IIIeLégislature(1956 - 1958)
1re circonscription
- Jacques Chaban-Delmas
- Marc Dupuy (PCF)
- André Le Floch
- Émile Liquard
- Victor Reoyo
- Renée Reyraud (PCF)

2e circonscription
- Albert Davoust
- Jean-Raymond Guyon
- Jean Rieu (PCF)
- Jean Sourbet

## Députés de la Cinquième République
Aymar Achille-Fould, Pierre Brana, Gérard César, Jacques Chaban-Delmas, Philippe Dubourg, Pierre Ducout, Pierre Garmendia, Jean Guyon, Alain Juppé, Thomas-Michel Lynch, Bernard Madrelle, Philippe Madrelle, Hugues Martin, Jacques Maugein, Xavier Pintat, Jean-François Régère, Jean Sourbet, Odette Trupin, Jacques Valade, Jean Valleix, Catherine Lalumière, Marcel Join, Henri Deschamps, René Cassagne, Robert Brettes, Pierre Lagorce, Kléber Haye, Gérard Castagnéra, Marie-Hélène des Esgaulx, Daniel Picotin, Jean-Claude Bireau, Pierre Favre, Jean-Claude Barran, Claude Barande, Pierre Sirgue, Michel Peyret, Jean-Claude Dalbos, Robert Cazalet, Gilbert Mitterrand, Pierre Lataillade, Raymond Julien, Guy Antoune, Bertrand des Garets, Jacques Grondeau, Jacques Chabrat, Robert Barrière, Franck Cazenave, Gérard Deliaune, André Lathière, Robert Boulin, Lucien de Gracia, Émile Liquard, Jacques Lavigne, Arthur Richards.

### IeLégislature(1958-1962)
source
| Circonscription |  | Identité              | Étiquette | Suppléant         |
| --------------- |  | --------------------- | --------- | ----------------- |
| Première        |  | Arthur Richards       | UNR       | Raymond Moynet    |
| Deuxième        |  | Jacques Chaban-Delmas | UNR       | Jacques Chabrat   |
| Troisième       |  | Jacques Lavigne       | UNR       | Paul Bauer        |
| Quatrième       |  | René Cassagne         | SFIO      | Jean Bernadet     |
| Cinquième       |  | Émile Liquard         | UNR       | Pierre Dottain    |
| Sixième         |  | Jean-Claude Dalbos    | UNR       | Docteur G. Ithier |
| Septième        |  | Lucien de Gracia      | UNR       | Pierre Beaumartin |
| Huitième        |  | Jean Sourbet          | UNR       | Robert Barrière   |
| Neuvième        |  | Robert Boulin         | UNR       | André Lathière    |
| Dixième         |  | Gérard Deliaune       | UNR       | Maurice Lagarde   |

### IIeLégislature(1962-1967)
source
| Circonscription |  | Identité              | Étiquette | Suppléant        |
| --------------- |  | --------------------- | --------- | ---------------- |
| Première        |  | Arthur Richards       | UNR-UDT   | William Lacoste  |
| Deuxième        |  | Jacques Chaban-Delmas | UNR-UDT   | Jacques Chabrat  |
| Troisième       |  | Jacques Lavigne       | UNR-UDT   | Jacques Grondeau |
| Quatrième       |  | René Cassagne         | SFIO      | Roger Sol        |
| Cinquième       |  | Aymar Achille-Fould   | DVD       | René Girol       |
| Sixième         |  | Robert Brettes        | SFIO      | Pierre Lalumière |
| Septième        |  | Franck Cazenave       | DVD       | Aristide Ichard  |
| Huitième        |  | Jean Sourbet          | CNI       | Robert Barrière  |
| Neuvième        |  | Robert Boulin         | UNR-UDT   | André Lathière   |
| Dixième         |  | Gérard Deliaune       | UNR-UDT   | Robert Vironneau |

### IIIeLégislature(1967-1968)
source
| Circonscription |  | Identité              | Étiquette | Suppléant              |
| --------------- |  | --------------------- | --------- | ---------------------- |
| Première        |  | Jean Valleix          | UD-Ve     | Jacques Matharan       |
| Deuxième        |  | Jacques Chaban-Delmas | UD-Ve     | Jacques Chabrat        |
| Troisième       |  | Henri Deschamps       | SFIO      | Jean Depayre           |
| Quatrième       |  | René Cassagne         | SFIO      | Philippe Madrelle      |
| Cinquième       |  | Aymar Achille-Fould   | CD        | René Girol             |
| Sixième         |  | Robert Brettes        | SFIO      | Michel Sainte-Marie    |
| Septième        |  | Franck Cazenave       | CNIP      | Aristide Ichard        |
| Huitième        |  | Pierre Lagorce        | SFIO      | Volny Favory           |
| Neuvième        |  | Robert Boulin         | UD-Ve     | Jacques Boyer-Andrivet |
| Dixième         |  | Jacques Maugein       | CIR       | Jean Raboutet          |

### IVeLégislature(1968-1973)
source
| Circonscription |  | Identité              | Étiquette | Suppléant                           |
| --------------- |  | --------------------- | --------- | ----------------------------------- |
| Première        |  | Jean Valleix          | UDR       | Jacques Matharan                    |
| Deuxième        |  | Jacques Chaban-Delmas | UDR       | Jacques Chabrat puis Jacques Valade |
| Troisième       |  | Jacques Grondeau      | UDR       | Robert Couzinet                     |
| Quatrième       |  | René Cassagne         | SFIO      | Philippe Madrelle                   |
| Cinquième       |  | Aymar Achille-Fould   | CD        | René Girol                          |
| Sixième         |  | Robert Brettes        | SFIO      | Michel Sainte-Marie                 |
| Septième        |  | Franck Cazenave       | CNIP      | Aristide Ichard                     |
| Huitième        |  | Pierre Lagorce        | SFIO      | Volny Favory                        |
| Neuvième        |  | Robert Boulin         | UDR       | Bertrand des Garets                 |
| Dixième         |  | Gérard Deliaune       | UDR       | Robert Simon                        |

### VeLégislature(1973-1978)
source
| Circonscription |  | Identité              | Étiquette | Suppléant        |
| --------------- |  | --------------------- | --------- | ---------------- |
| Première        |  | Jean Valleix          | UDR       | Jacques Matharan |
| Deuxième        |  | Jacques Chaban-Delmas | UDR       | Jacques Valade   |
| Troisième       |  | Henri Deschamps       | PS        | René Bach        |
| Quatrième       |  | Philippe Madrelle     | PS        | Pierre Garmendia |
| Cinquième       |  | Aymar Achille-Fould   | CDP       | Guy Antoune      |
| Sixième         |  | Michel Sainte-Marie   | PS        | René Lahitte     |
| Septième        |  | Franck Cazenave       | RI        | Émile Durand     |
| Huitième        |  | Pierre Lagorce        | PS        | Pierre Uteau     |
| Neuvième        |  | Robert Boulin         | UDR       | Gérard César     |
| Dixième         |  | Gérard Deliaune       | UDR       | Robert Simon     |

### VIeLégislature(1978-1981)
source
| Circonscription |  | Identité                                | Étiquette | Suppléant          |
| --------------- |  | --------------------------------------- | --------- | ------------------ |
| Première        |  | Jean Valleix                            | RPR       | Simone Noailles    |
| Deuxième        |  | Jacques Chaban-Delmas                   | RPR       | Jacques Valade     |
| Troisième       |  | Henri Deschamps                         | PS        | René Bach          |
| Quatrième       |  | Philippe Madrelle puis Pierre Garmendia | PS        | Pierre Garmendia   |
| Cinquième       |  | Raymond-Georges Julien                  | MRG       | Bernard Bazingette |
| Sixième         |  | Michel Sainte-Marie                     | PS        | André Pujol        |
| Septième        |  | Pierre Lataillade                       | RPR       | Pierre Espagnet    |
| Huitième        |  | Pierre Lagorce                          | PS        | Robert Servant     |
| Neuvième        |  | Robert Boulin                           | UDR       | Gérard César       |
| Dixième         |  | Bernard Madrelle                        | PS        | Claude Broy        |

### VIIeLégislature(1981-1986)
source
| Circonscription |  | Identité               | Étiquette | Suppléant          |
| --------------- |  | ---------------------- | --------- | ------------------ |
| Première        |  | Jean Valleix           | RPR       | Dominique Vincent  |
| Deuxième        |  | Jacques Chaban-Delmas  | RPR       | Hugues Martin      |
| Troisième       |  | Catherine Lalumière    | PS        | Marcel Join        |
| Quatrième       |  | Pierre Garmendia       | PS        | Jean-Pierre Soubie |
| Cinquième       |  | Raymond-Georges Julien | MRG       | Bernard Bazingette |
| Sixième         |  | Michel Sainte-Marie    | PS        | Marcelle Amouroux  |
| Septième        |  | Kléber Haye            | PS        | Jean Sango         |
| Huitième        |  | Pierre Lagorce         | PS        | Robert Servant     |
| Neuvième        |  | Gilbert Mitterrand     | PS        | Henri Barrière     |
| Dixième         |  | Bernard Madrelle       | PS        | Claude Broy        |

### VIIIeLégislature(1986-1988)
source
| Député élu            |  | Parti     |
| --------------------- |  | --------- |
| Jacques Chaban-Delmas |  | RPR       |
| Jean Valleix          |  | RPR       |
| Aymar Achille-Fould   |  | UDF (CDS) |
| Gérard César          |  | RPR       |
| Robert Cazalet        |  | UDF (PR)  |
| Catherine Lalumière   |  | PS        |
| Michel Sainte-Marie   |  | PS        |
| Pierre Garmendia      |  | PS        |
| Gilbert Mitterrand    |  | PS        |
| Pierre Sirgue         |  | FN        |
| Michel Peyret         |  | PCF       |

En sixième position sur la liste d'union de l'opposition, Jean-Claude Dalbos (RPR) remplace Aymar Achille-Fould, décédé en fonction le 11 avril 1986.

### IXeLégislature(1988-1993)
source
| Circonscription |  | Identité              | Étiquette | Suppléant          |
| --------------- |  | --------------------- | --------- | ------------------ |
| Première        |  | Jean Valleix          | RPR       | Dominique Vincent  |
| Deuxième        |  | Jacques Chaban-Delmas | RPR       | Hugues Martin      |
| Troisième       |  | Catherine Lalumière   | PS        | Claude Barande     |
| Quatrième       |  | Pierre Garmendia      | PS        | Jean-Pierre Soubie |
| Cinquième       |  | Pierre Brana          | PS        | Jacques Noël       |
| Sixième         |  | Michel Sainte-Marie   | PS        | Serge Lamaison     |
| Septième        |  | Pierre Ducout         | PS        | Alain Rousset      |
| Huitième        |  | Robert Cazalet        | UDF       | Pierre Espagnet    |
| Neuvième        |  | Pierre Lagorce        | PS        | Guy Trupin         |
| Dixième         |  | Gilbert Mitterrand    | PS        | Noël Mamère        |
| Onzième         |  | Bernard Madrelle      | PS        | Jean-Louis Biais   |

### XeLégislature(1993-1997)
source
| Circonscription |  | Identité              | Étiquette | Suppléant          |
| --------------- |  | --------------------- | --------- | ------------------ |
| Première        |  | Jean Valleix          | RPR       | Dominique Vincent  |
| Deuxième        |  | Jacques Chaban-Delmas | RPR       | Hugues Martin      |
| Troisième       |  | Gérard Castagnéra     | RPR       | Jean-Claude Barran |
| Quatrième       |  | Pierre Garmendia      | PS        | Jean-Pierre Soubie |
| Cinquième       |  | Xavier Pintat         | UDF       | Michel Lescoutra   |
| Sixième         |  | Pierre Favre          | UDF       | Jean Faure         |
| Septième        |  | Pierre Ducout         | PS        | Alain Rousset      |
| Huitième        |  | Robert Cazalet        | UDF       | Pierre Espagnet    |
| Neuvième        |  | Philippe Dubourg      | RPR       | Annie Garrissou    |
| Dixième         |  | Jean-Claude Bireau    | RPR       | Robert Barrière    |
| Onzième         |  | Daniel Picotin        | UDF       | Nicole Leao        |

### XIeLégislature(1997-2002)
source
| Circonscription |  | Identité            | Étiquette | Suppléant           |
| --------------- |  | ------------------- | --------- | ------------------- |
| Première        |  | Jean Valleix        | UMP       | Chantal Bourragué   |
| Deuxième        |  | Alain Juppé         | UMP       | Françoise Brunet    |
| Troisième       |  | Noël Mamère         | Les Verts | Michel Redon        |
| Quatrième       |  | Conchita Lacuey     | PS        | Alain David         |
| Cinquième       |  | Pierre Brana        | PS        | Jean-Jacques Corsan |
| Sixième         |  | Michel Sainte-Marie | PS        | Marie-José Aubert   |
| Septième        |  | Pierre Ducout       | PS        | Pierre Auger        |
| Huitième        |  | François Deluga     | PS        | Yvon Le Yondre      |
| Neuvième        |  | Odette Trupin       | PS        | Bernard Castagnet   |
| Dixième         |  | Gilbert Mitterrand  | PS        | Michel Jouanno      |
| Onzième         |  | Bernard Madrelle    | PS        | Philippe Plisson    |

### XIIeLégislature(2002-2007)
source
| Circonscription |  | Identité                       | Étiquette | Suppléant                              |
| --------------- |  | ------------------------------ | --------- | -------------------------------------- |
| Première        |  | Chantal Bourragué              | UMP       | Patrick Bobet                          |
| Deuxième        |  | Alain Juppé puis Hugues Martin | UMP       | Hugues Martin puis Laurence Dessertine |
| Troisième       |  | Noël Mamère                    | Les Verts | Jacques Respaud                        |
| Quatrième       |  | Conchita Lacuey                | PS        | Alain David                            |
| Cinquième       |  | Jean-François Régère           | UMP       | Laurent Gardinier                      |
| Sixième         |  | Michel Sainte-Marie            | PS        | Marie-José Aubert                      |
| Septième        |  | Pierre Ducout                  | PS        | Pierre Auger                           |
| Huitième        |  | Marie-Hélène des Esgaulx       | UMP       | Jean Darremont                         |
| Neuvième        |  | Philippe Dubourg               | UMP       | Marie-Françoise Thiéry                 |
| Dixième         |  | Jean-Paul Garraud              | UMP       | Jean-Pierre Chalard                    |
| Onzième         |  | Bernard Madrelle               | PS        | Philippe Plisson                       |

### XIIIeLégislature(2007-2012)

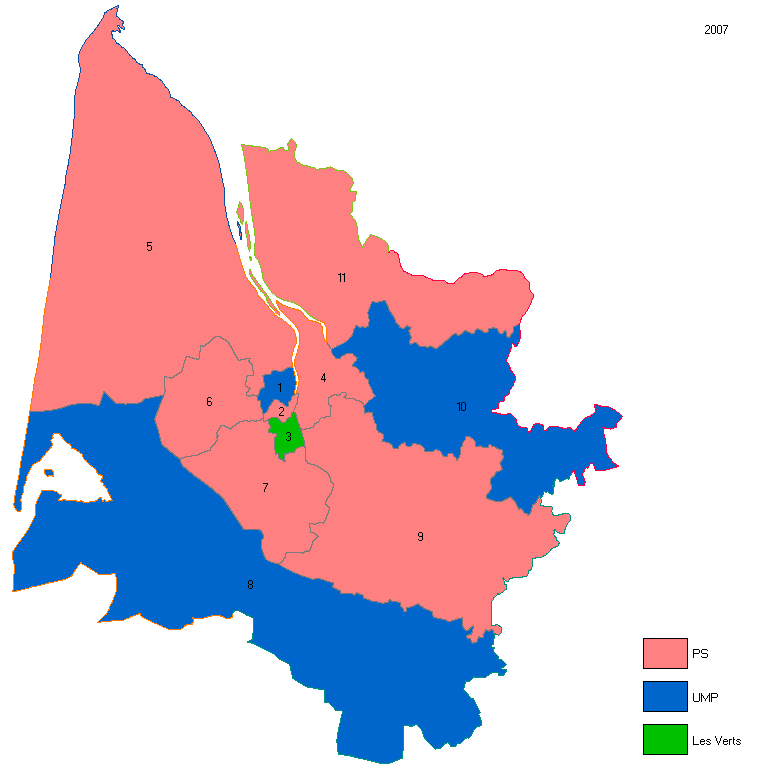
Carte électorale des circonscriptions en 2007.

source
| Circonscription |                                     | Identité                                 | Étiquette | scope-col [Suppléant |
| --------------- | ----------------------------------- | ---------------------------------------- | --------- | -------------------- |
| Première        |                                     | Chantal Bourragué                        | UMP       | Patrick Bobet        |
| Deuxième        |                                     | Michèle Delaunay (jusqu'au 16 juin 2012) | PS        | Emmanuelle Ajon      |
| Deuxième        | Emmanuelle Ajon (17 - 19 juin 2012) |                                          | PS        |                      |
| Troisième       |                                     | Noël Mamère                              | Les Verts | Naïma Charai         |
| Quatrième       |                                     | Conchita Lacuey                          | PS        | Alain David          |
| Cinquième       |                                     | Pascale Got                              | PS        | Jean-Jacques Corsan  |
| Sixième         |                                     | Michel Sainte-Marie                      | PS        | Marie Récalde        |
| Septième        |                                     | Alain Rousset                            | PS        | Bernard Fath         |
| Huitième        |                                     | Marie-Hélène des Esgaulx                 | UMP       |                      |
| Huitième        |                                     | François Deluga (30 novembre 2008)       | PS        | Gisèle Lamarque      |
| Neuvième        |                                     | Martine Faure                            | PS        | Jean-Marie Darmian   |
| Dixième         |                                     | Jean-Paul Garraud                        | UMP       | Jean-Pierre Chalard  |
| Onzième         |                                     | Philippe Plisson                         | PS        | Brigitte Misiak      |

### XIVeLégislature(2012-2017)

Carte électorale des circonscriptions en 2012.

source
| Circonscription |  | Identité         | Étiquette | Suppléant           |
| --------------- |  | ---------------- | --------- | ------------------- |
| Première        |  | Sandrine Doucet  | PS        | Pierre Catard       |
| Deuxième        |  | Michèle Delaunay | PS        | Vincent Feltesse    |
| Troisième       |  | Noël Mamère      | Les Verts | Naïma Charai        |
| Quatrième       |  | Conchita Lacuey  | PS        | Alain David         |
| Cinquième       |  | Pascale Got      | PS        | Jean-Jacques Corsan |
| Sixième         |  | Marie Récalde    | PS        | Serge Lamaison      |
| Septième        |  | Alain Rousset    | PS        | Bernard Garrigou    |
| Huitième        |  | Yves Foulon      | UMP       | Philippe Pérusat    |
| Neuvième        |  | Gilles Savary    | PS        | Laurence Harribey   |
| Dixième         |  | Florent Boudié   | PS        | Corinne Venayre     |
| Onzième         |  | Philippe Plisson | PS        | Philippe Sapaly     |
| Douzième        |  | Martine Faure    | PS        | Jean-Marie Darmian  |

### XVelégislature(2017-2022)
source

Résultats des élections législatives en Gironde en juin 2017 :
La France insoumise
Parti socialiste
Mouvement démocrate
LREM

| Circonscription                         | Identité            | Parti | Parti | Suppléant                      | Autres mandats |
| --------------------------------------- | ------------------- | ----- | ----- | ------------------------------ | --- |
| Première circonscription de la Gironde  | Dominique David     |       | REM   | Gonzalo Chacon                 | |
| Deuxième circonscription de la Gironde  | Catherine Fabre     |       | REM   | Jean-François Berthou          | |
| Troisième circonscription de la Gironde | Loïc Prud'homme     |       | FI    | Tiphaine Maurin                | |
| Quatrième circonscription de la Gironde | Alain David         |       | PS    | Michel Heritie                 | |
| Cinquième circonscription de la Gironde | Benoît Simian       |       | REM   | Béatrice Savin                 | |
| Sixième circonscription de la Gironde   | Éric Poulliat       |       | REM   | Georgette Champlon             | |
| Septième circonscription de la Gironde  | Bérangère Couillard |       | REM   | Najî Yahmdi                    | |
| Huitième circonscription de la Gironde  | Sophie Panonacle    |       | REM   | Nicolas Berthozat              | |
| Neuvième circonscription de la Gironde  | Sophie Mette        |       | MoDem | Jean-Pierre Martinez           | |
| Dixième circonscription de la Gironde   | Florent Boudié      |       | REM   | Marie-Sophie Bessout-Bernadeau | Conseiller municipal de Sainte-Foy-la-Grande Conseiller régional de Nouvelle-Aquitaine                                     |
| Onzième circonscription de la Gironde   | Véronique Hammerer  |       | REM   | Olivier Hercé                  | Conseillère municipale de Comps                                                                                            |
| Douzième circonscription de la Gironde  | Christelle Dubos    |       | REM   | Pascal Lavergne                | Nommée secrétaire d'État auprès de la ministre des Solidarités et de la Santé, son suppléant la remplace en novembre 2018. |

### XVIelégislature(2022-2024)
| Circonscription                         | Identité            | Parti | Parti | Suppléant              | Autres mandats                                                    |
| --------------------------------------- | ------------------- | ----- | ----- | ---------------------- | ----------------------------------------------------------------- |
| Première circonscription de la Gironde  | Thomas Cazenave     |       | LREM  | Alexandra Martin       | Conseiller municipal de Bordeaux Conseiller de Bordeaux Métropole |
| Deuxième circonscription de la Gironde  | Nicolas Thierry     |       | EELV  | Florence Guéry         | Conseiller régional de Nouvelle-Aquitaine                         |
| Troisième circonscription de la Gironde | Loïc Prud'homme     |       | LFI   | Marlène Tchikaya       |                                                                   |
| Quatrième circonscription de la Gironde | Alain David         |       | PS    | Nordine Guendez        |                                                                   |
| Cinquième circonscription de la Gironde | Grégoire de Fournas |       | RN    | Philippe Chagniat      | Conseiller municipal de Pauillac                                  |
| Sixième circonscription de la Gironde   | Éric Poulliat       |       | LREM  | Maria Iacob Garibal    |                                                                   |
| Septième circonscription de la Gironde  | Bérangère Couillard |       | LREM  | Frédéric Zgainski      |                                                                   |
| Huitième circonscription de la Gironde  | Sophie Panonacle    |       | LREM  | Loïc Ballongue         |                                                                   |
| Neuvième circonscription de la Gironde  | Sophie Mette        |       | MoDem | Francis Gazeau         |                                                                   |
| Dixième circonscription de la Gironde   | Florent Boudié      |       | LREM  | Marie-Sophie Bernadeau | Conseiller régional de Nouvelle-Aquitaine                         |
| Onzième circonscription de la Gironde   | Edwige Diaz         |       | RN    | Christine Dumas        | Conseillère régionale de Nouvelle-Aquitaine                       |
| Douzième circonscription de la Gironde  | Pascal Lavergne     |       | LREM  | Christelle Lapouge     |                                                                   |

### XVIIelégislature(2024-)
| Circonscription                         | Identité                | Parti | Parti | Suppléant                  | Autres mandats                              |
| --------------------------------------- | ----------------------- | ----- | ----- | -------------------------- | ------------------------------------------- |
| Première circonscription de la Gironde  | Thomas Cazenave         |       | RE    | Alexandra Martin           |                                             |
| Deuxième circonscription de la Gironde  | Nicolas Thierry         |       | LÉ    | Florence Guéry             |                                             |
| Troisième circonscription de la Gironde | Loïc Prud'homme         |       | LFI   | Marlène Tchikaya           |                                             |
| Quatrième circonscription de la Gironde | Alain David             |       | PS    | Nordine Guendez            |                                             |
| Cinquième circonscription de la Gironde | Pascale Got             |       | PS    | Véronique Ferreira         |                                             |
| Sixième circonscription de la Gironde   | Marie Récalde           |       | PS    | Stéphane Delpeyrat-Vincent |                                             |
| Septième circonscription de la Gironde  | Sébastien Saint-Pasteur |       | PS    | Marie-Laure Cuvelier       |                                             |
| Huitième circonscription de la Gironde  | Sophie Panonacle        |       | RE    | Loïc Ballongue             |                                             |
| Neuvième circonscription de la Gironde  | Sophie Mette            |       | MoDem | Francis Gazeau             |                                             |
| Dixième circonscription de la Gironde   | Florent Boudié          |       | RE    | Marie-Sophie Bernadeau     | Conseiller régional de Nouvelle-Aquitaine   |
| Onzième circonscription de la Gironde   | Edwige Diaz             |       | RN    | Christine Dumas            | Conseillère régionale de Nouvelle-Aquitaine |
| Douzième circonscription de la Gironde  | Mathilde Feld           |       | LFI   | Lionel Chollon             |                                             |